# CJRO-FM
CJRO-FM est une station de radio canadienne communautaire bilingue située près d'Ottawa, Ontario, diffusant sur des émetteurs de faible puissance à la fréquence 107,7 MHz à Carlsbad Springs, Embrun et Russell, et à la fréquence 107,9 MHz à Vars, Sarsfield et Casselman.

## Histoire
À l'époque, la station était une station de radio d'information touristique en 2017.
Propriété de l'Association communautaire de Carlsbad Springs (Carlsbad Springs Community Association), la station a reçu l'approbation du CRTC pour exploiter une station de radio FM communautaire de faible puissance, de langue anglaise et française à Carlsbad Springs, en Ontario, et avec un émetteur de rediffusion FM de faible puissance à Vars le 7 mai 2019.
La station a officiellement lancé le 11 janvier 2020 et exploite également un réémetteur FM sur 107.9 FM à Vars en Ontario. Le 9 novembre 2020, la station a reçu l'approbation du CRTC pour ajouter un autre émetteur FM à Embrun à 107,7 MHz avec une puissance apparente rayonnée de 40 watts (antenne non directionnelle avec une hauteur effective d'antenne au-dessus du sol moyen de 69 mètres).
Le 3 mai 2021, l’Association communautaire de Carlsbad Springs a présenté une demande d’ajout d’un nouvel émetteur FM à Sarsfield, qui serait exploité au 107,9 MHz avec seulement deux watts de puissance. Le 4 octobre 2021, le CRTC a approuvé la demande.